# Liste der Bischöfe von Exeter
Die folgenden Personen waren Bischöfe von Exeter (England):

## Bischöfe von Cornwall
| Von  | Bis  | Name                    |
| ---- | ---- | ----------------------- |
| 870  | –    | Kenstec                 |
| 893  | –    | Asser                   |
| 931  | 940  | Conan                   |
| 950  | –    | Æthelgeard              |
| 955  | 959  | Daniel                  |
| 959  | 963  | Comoere                 |
| 963  | 990  | Wulfsige                |
| 990  | 1009 | Ealdred                 |
| 1009 | 1018 | Æthelsige oder Æthelred |
| 1018 | 1019 | Burhweald               |
| 1019 | 1027 | Brihtwold               |
| 1027 | 1046 | Lyfing                  |
| 1046 | 1050 | Leofric                 |

Leofric verlegt 1050 den Bischofssitz nach Exeter.

## Bischöfe von Tawton
| Von | Bis | Name                |
| --- | --- | ------------------- |
| 905 | 909 | Werstan (Eadulphus) |
| 909 | 912 | Putta               |

## Bischöfe von Crediton
| Von  | Bis  | Name             |
| ---- | ---- | ---------------- |
| 912  | 934  | Eadwulf (Aidolf) |
| 934  | 953  | Æthelgar         |
| 953  | 972  | Ælfwald I.       |
| 973  | 977  | Sideman          |
| 977  | 986  | Ælfric           |
| 986  | 987  | Ælfwald II.      |
| 987  | 1013 | Ælfwald III.     |
| 1013 | 1027 | Eadnoth          |
| 1027 | 1046 | Lyfing           |
| 1046 | 1050 | Leofric          |

Leofric verlegt 1050 Bischofssitz nach Exeter.

## Bischöfe von Exeter
| Von  | Bis  | Name                                 |
| ---- | ---- | ------------------------------------ |
| 1050 | 1072 | Leofric                              |
| 1072 | 1103 | Osbern FitzOsbern                    |
| 1107 | 1137 | William Warelwast                    |
| 1138 | 1155 | Robert I. Warelwast                  |
| 1155 | 1160 | Robert II. von Chichester            |
| 1161 | 1184 | Bartholomew                          |
| 1186 | 1191 | John the Chanter                     |
| 1194 | 1206 | Henry Marshal                        |
| 1214 | 1223 | Simon von Apulien                    |
| 1223 | 1244 | William Brewer                       |
| 1245 | 1257 | Richard Blund                        |
| 1258 | 1280 | Walter of Bronescombe                |
| 1280 | 1291 | Peter Quinel                         |
| 1291 | 1307 | Thomas Bitton                        |
| 1307 | 1326 | Walter Stapeldon                     |
| 1326 | 1327 | James Berkeley                       |
| 1327 | 1327 | John Godeley                         |
| 1327 | 1369 | John Grandison                       |
| 1370 | 1394 | Thomas de Brantingham                |
| 1395 | 1395 | Roger Walden                         |
| 1395 | 1419 | Edmund Stafford                      |
| 1419 | 1419 | John Catterick                       |
| 1420 | 1455 | Edmund Lacey                         |
| 1455 | 1455 | John Hales                           |
| 1456 | 1465 | George Neville                       |
| 1465 | 1478 | John Booth                           |
| 1478 | 1487 | Peter Courtenay                      |
| 1487 | 1492 | Richard Fox                          |
| 1492 | 1495 | Oliver King                          |
| 1495 | 1501 | Richard Redman                       |
| 1502 | 1504 | John Arundel                         |
| 1504 | 1519 | Hugh Oldham                          |
| 1519 | 1551 | John Vesey                           |
| 1551 | 1553 | Miles Coverdale                      |
| 1553 | 1555 | John Vesey                           |
| 1555 | 1560 | James Turberville                    |
| 1560 | 1570 | William Alley                        |
| 1571 | 1578 | William Bradbridge                   |
| 1579 | 1594 | John Woolton                         |
| 1595 | 1597 | Gervase Babington                    |
| 1598 | 1621 | William Cotton                       |
| 1621 | 1626 | Valentine Cary                       |
| 1627 | 1641 | Joseph Hall                          |
| 1642 | 1659 | Ralph Brownrigg                      |
| 1660 | 1662 | John Gauden                          |
| 1662 | 1667 | Seth Ward                            |
| 1667 | 1676 | Anthony Sparrow                      |
| 1676 | 1688 | Thomas Lamplugh                      |
| 1689 | 1707 | Jonathan Trelawny                    |
| 1708 | 1716 | Ofspring Blackall                    |
| 1717 | 1724 | Lancelot Blackburne                  |
| 1724 | 1742 | Stephen Weston                       |
| 1742 | 1746 | Nicholas Clagett                     |
| 1747 | 1762 | George Lavington                     |
| 1762 | 1777 | Frederick Keppel                     |
| 1778 | 1792 | John Ross                            |
| 1792 | 1796 | William Buller                       |
| 1797 | 1803 | Henry Reginald Courtenay             |
| 1803 | 1807 | John Fisher                          |
| 1807 | 1820 | George Pelham                        |
| 1820 | 1830 | William Carey                        |
| 1830 | 1830 | Christopher Bethell                  |
| 1831 | 1869 | Henry Phillpotts                     |
| 1869 | 1885 | Frederick Temple                     |
| 1885 | 1900 | Edward Henry Bickerseth              |
| 1901 | 1903 | Herbert Edward Ryle                  |
| 1903 | 1916 | Archibald Robertson                  |
| 1916 | 1936 | Rupert Ernest William Gascoyne-Cecil |
| 1936 | 1948 | Charles Edward Curzon                |
| 1949 | 1973 | Robert Cecil Mortimer                |
| 1973 | 1985 | Eric Arthur John Mercer              |
| 1985 | 1999 | Geoffrey Hewlett Thompson            |
| 2000 | 2013 | Michael Laurence Langrish            |
| 2014 | 2023 | Robert Ronald Atwell                 |
| 2023 |      | Mike Harrison                        |